# Nyssodrysternum variabile
Nyssodrysternum variabile es una especie de escarabajo longicornio del género Nyssodrysternum, tribu Acanthocinini, subfamilia Lamiinae. Fue descrita científicamente por Monné en 1985.

## Descripción
Mide 6-8 milímetros de longitud.

## Distribución
Se distribuye por Brasil.